# Lilla Tåtjärnen
Lilla Tåtjärnen är en sjö i Kungsbacka kommun i Halland och ingår i Rolfsåns huvudavrinningsområde.